# Piero Brega
Piero Brega (Roma, 1947) è un cantautore italiano.
Architetto e musicista, Brega è stato tra i soci fondatori del Circolo Gianni Bosio. Ha iniziato a occuparsi di musica nel 1970, con registrazioni sul campo e con lo studio di materiale musicale del Lazio. Da questo lavoro ha preso le mosse l'importante esperienza del Canzoniere del Lazio, di cui Brega è stato animatore e voce solista fino al 1976. La fusione di elementi etnici e tradizionali (non solo dell'Italia centrale) con sonorità progressive e jazz e con la musica d'avanguardia che aveva contraddistinto il percorso del Canzoniere ha poi avuto un breve seguito nel progetto Carnascialia (1979). Negli stessi anni Brega ha anche composto le musiche per diversi spettacoli teatrali, ed è stato voce solista nell'opera di Giovanna Marini Il regalo dell'Imperatore (1983).
Dopo un silenzio discografico piuttosto lungo, durante il quale Brega si è dedicato essenzialmente alla sua professione di architetto, negli anni duemila è tornato a pubblicare dischi, questa volta a proprio nome, figurando come cantautore in senso stretto.
Il suo primo album da solista, Come li viandanti, prodotto nel 2004 dal Circolo Gianni Bosio e dal Manifesto, si avvale di Peter Quell per la produzione artistica e vede la partecipazione di diversi insigni musicisti, quali Enzo Pietropaoli (contrabbasso e arrangiamenti), Danilo Rea (pianoforte), Michele Ascolese (chitarra), Antonello Salis (fisarmonica), Paolo Fresu (tromba), Ambrogio Sparagna (organetto), Roberto Gatto (batteria), Nando Citarella (tammorra), Marcello Sirignano (violino), Gabriele Coen (clarinetto), Antonello Ricci (zampogna calabrese e canto), Elio Rivagli (batteria), Fulvio Maras e Piero Fortezza (percussioni) e altri ancora.

## Discografia
- Come li viandanti (il manifesto, 2004)
- Fuori dal paradiso (il manifesto, 2009)
- Mannaggia a me (Edizioni Squilibri, 2020)